# 세명컴퓨터고등학교
세명컴퓨터고등학교(世明컴퓨터高等學校)는 대한민국 서울특별시 은평구 불광동에 위치한 사립 고등학교이다.

## 학교 연혁
- 1970년 11월 19일 : 불광 종합학교 인가
- 1974년 4월 29일 : 초대 오기복 이사장 취임, 제1대 차기주 교장 취임
- 1975년 1월 6일 : 재1회 졸업식(졸업생 27명)
- 1983년 1월 5일 : 숭덕공업학교로 학칙변경 및 교명 변경
- 1983년 12월 26일 : 숭덕공업고등학교 설립인가 및 학칙 변경
- 2000년 11월 6일 : 학교법인 세명학원으로 정관 변경
- 2001년 3월 1일 : 세명컴퓨터고등학교로 교명 변경
- 2003년 8월 12일 : 신관(교실 20실) 신축
- 2005년 12월 27일 : 특성화고등학교로 지정
- 2008년 3월 21일 : 정보관 완공
- 2012년 5월 12일 : 체육관 준공
- 2019년 9월 1일 : 제7대 남송옥 교장 취임
- 2020년 10월 28일 : 한효정 이사장 취임
- 2021년 2월 4일 : 제47회 졸업(졸업생 197명, 졸업생 총 연인원 17,443명)

- 2021년 3월 2일 : 제50회 신입생 입학(200명)

- 2023년 1월 4일 : 제49회 졸업(졸업생 204명, 졸업생 총 연인원 17,896명)

- 2023년 1월 4일 : 제52회 신입생 입학(172명)

- 2023년 3월 1일 : 제8대 장성수 교장 취임

## 설치 학과
- 스마트보안솔루션과
- 게임소프트웨어과
- 인공지능소프트웨어과
- 모빌리티메이커과(전 디바이스소프트웨어과)

## 참고 자료
- 세명컴퓨터고등학교 - 한국교육학술정보원 학교알리미